# Rue Alexandre-de-Humboldt
La rue Alexandre-de-Humboldt est une voie située dans le quartier de la Villette du 19e arrondissement de Paris en France.

## Origine du nom

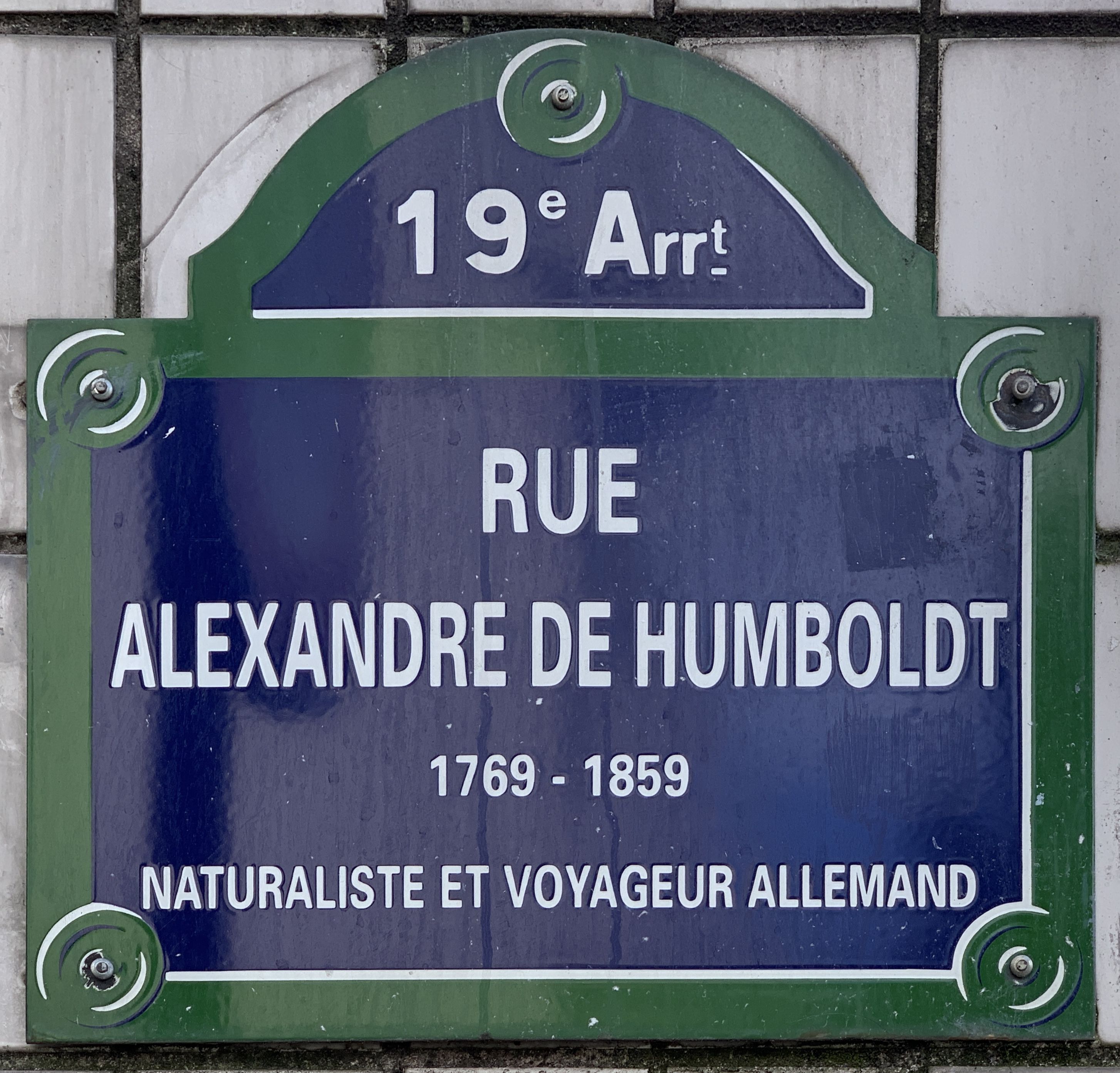
Plaque de la rue.

Elle porte le nom du naturaliste allemand Alexander von Humboldt (1769-1859), qui contribua aux progrès de la climatologie, de l'océanographie et de la géologie.

## Historique
La voie est créée, dans les années 1980, sous le nom provisoire de « voie BX/19 » et prend sa dénomination actuelle par arrêté municipal du 21 décembre 1988.